# Dypsis pembana
Dypsis pembana é uma espécie de angiospermas da família Arecaceae.
Apenas pode ser encontrada na Tanzânia.